# Reichsredner
Reichsredner  waren rhetorisch geschulte Funktionäre der NSDAP, die im Auftrag der Reichspropagandaleitung reichsweit bei Massenkundgebungen eingesetzt wurden. 
Vor 1933 gab es in hierarchischer Abfolge außer den Reichsrednern noch Gauredner, Bezirksredner und „Rednerschüler“; letztere durften nur auf Mitgliederversammlungen sprechen.
 
Das „Organisationsbuch der NSDAP“ von 1937 führt insgesamt fünf Kategorien von Parteirednern auf:

1. Reichsredner, 2. Stoßtruppredner und Stoßtruppredner-Anwärter, 3. Gauredner, 4. Kreisredner und 5. Fachredner. Diese Bezeichnungen sollten auch bei der Plakatierung hervorgehoben werden.

## Rednerschulung
Schon im Jahre 1924 bestand in München eine Ausbildungsstätte zur Schulung von nationalsozialistischen Rednern, die jedoch von Adolf Hitler abgelehnt und im Herbst 1925 aufgelöst wurde. Der Mangel an geeigneten Rednern – für rund 20.000 Versammlungen standen im Wahljahr 1928 reichsweit nur 300 Redner zur Verfügung  – erzwang einen Sinneswandel. In einem Aufruf im Völkischen Beobachter schrieb Hitler 1928: „Die Masse unseres Volkes wird durch die Macht der Rede gewonnen werden […] Je mehr die nationalsozialistische Bewegung die rednerisch bedeutendsten Köpfe der deutschen Nation in ihren Reihen vereint, desto notwendiger ist die einheitliche Schulung aller dieser Führer und Unterführer, die nur zum Teil früher keinem politischen Lager angehörten.“
Im Jahre 1928 begann Fritz Reinhardt, damals Gauleiter des Gaues Oberbayern, den Rednernachwuchs „auszurichten“. Reinhardt verfügte als Gründer einer Fern-Handelsschule über Erfahrung in der Organisation von Fernlehrgängen. Am 10. Juni 1929 wurde Reinhardts Ausbildungsstätte in Herrsching auf Vorschlag Himmlers von Hitler offiziell anerkannt und erhielt die Bezeichnung „Reichsrednerschule der NSDAP“. Diese Institution firmierte ab dem 15. November 1930 als „Reichspropaganda-Abteilung II“. 
Die Kurse der Reichsrednerschule dauerten neun Monate und wurden mit Lehrgangsmaterialien unterstützt. Für den ersten Kurs benannte jeder Gau zwei Teilnehmer. Neben den Lehrgängen gab Fritz Reinhardt Lehrbriefe und Rednermaterialien heraus. Die Lehrbriefe zielten auf Verbesserung der rhetorischen Fähigkeiten der Parteiredner und enthielten Übungsaufgaben und Rollenspiele. Die vierzehntäglich erscheinenden Rednermaterialien hatten Grundsatzfragen und tagespolitische Themen zum Inhalt. Nach Angaben von Reinhardt wurden bis zur „Machtergreifung“ der Nationalsozialisten im Jahr 1933 etwa 6.000 Parteiredner ausgebildet.

## Einsatz
Der Einsatz der Redner wurde vor 1933 durch die Gauleitung, später durch die Rednervermittlung der „Amtsleitung Aktive Propaganda“ innerhalb der Reichspropagandaleitung der NSDAP gesteuert. 
Vor 1933 waren Redner vielfach gezwungen, ihre Fahrkosten aus eigener Tasche zu bezahlen. Honorare, die aus Eintrittsgeldern und Geldsammlungen bezahlt wurden und gestaffelt waren, mussten bei schlechtem Besuch einer Veranstaltung entfallen.
Das „Organisationsbuch der NSDAP“  beschreibt die Funktion und die Zulassungsbedingungen der ausgebildeten Redner wie folgt:
„Der politische Redner hat die Aufgabe, in öffentlichen Kundgebungen und Versammlungen die nationalsozialistische Weltanschauung sowie Maßnahmen der nationalsozialistischen Regierung dem deutschen Volk durch das gesprochene Wort nahezubringen.

Als politische Redner werden zur Zeit nur Parteigenossen bestätigt, die bereits vor der Machtübernahme Mitglied der NSDAP. waren und sich damals rednerisch oder als Politische Leiter oder in der SA, SS bzw. HJ aktiv betätigten. Als politische Redner werden künftig nur Parteigenossen eingesetzt, die eine Prüfungszeit als Anwärter absolviert und an einem weltanschaulichen Lehrgang einer Gauschulungsburg der NSDAP mit Erfolg teilgenommen haben.“